# 野戦釜

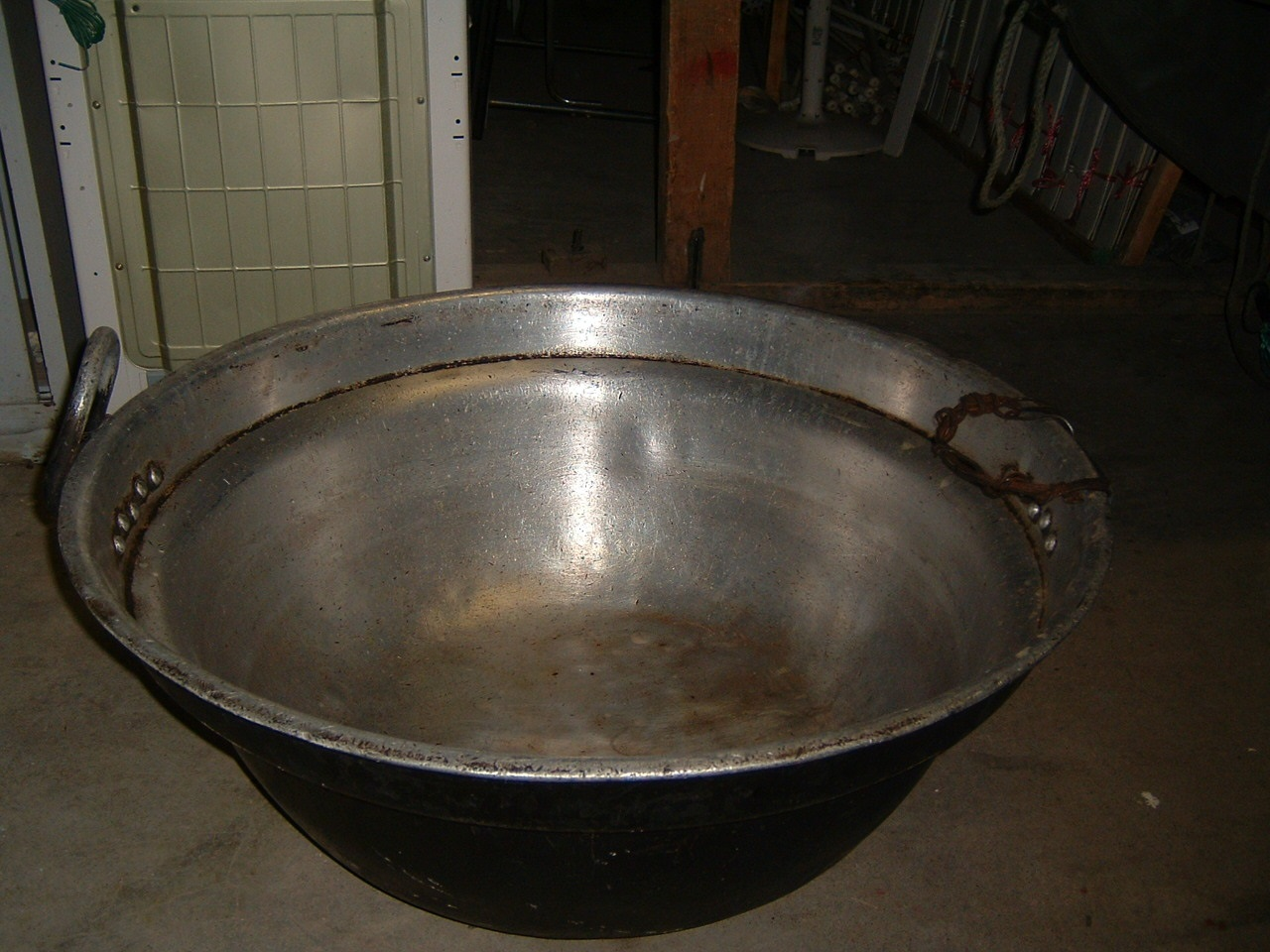
野戦釜

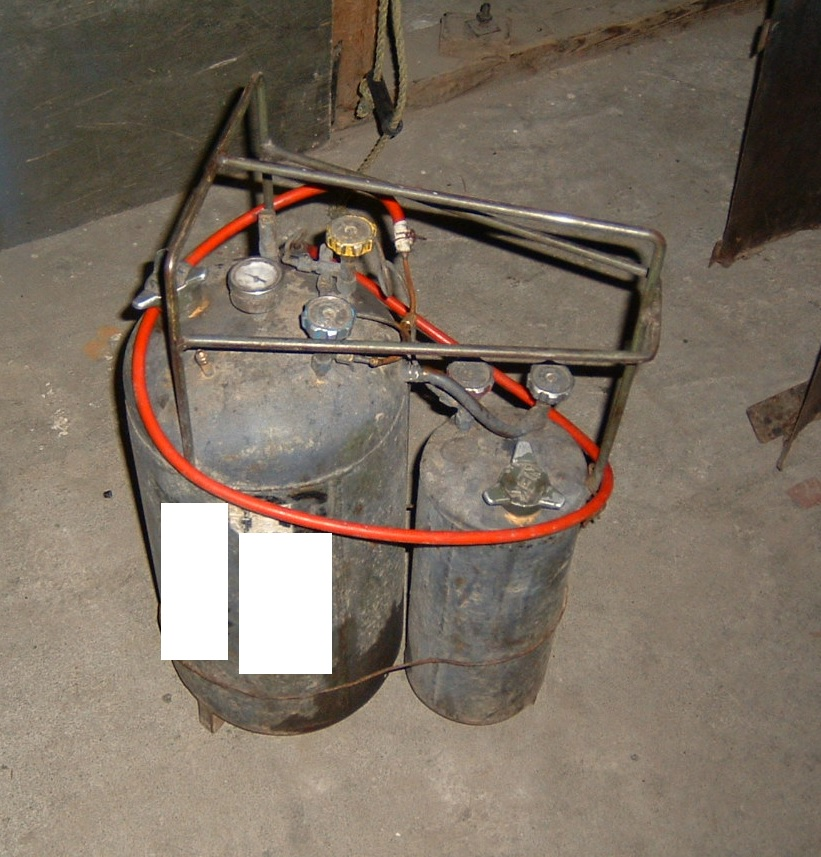
高圧タンク

野戦釜（やせんがま）は、かつて陸上自衛隊で使われていた、炊飯・汁物・副食調理用の大釜の事である。

## 概要
需品科の管轄にあった装備品で、直径約1メートル、深さ約30センチの鍋状の釜である。飯は一度で約30キロ分の米を炊飯可能で、味噌汁では350人分の調理が可能であった。
使用するかまどはドラム缶を溶接加工して作成しており、バーナーは現在の野外炊具でも使用されるような形状の灯油バーナー及び圧縮空気を利用した高圧タンクによる燃料の供給を受けていた。
野外炊具の採用により、現役から退いているものの、現在でも古くから存在する部隊では、洗米や副食の調理等で活用している。ただし修理用部品が存在しておらず、酷使による破損・底が抜ける事例等が発生した時点で廃棄されてしまうものも珍しくない状態である。